# Vollenhovia banksi
Vollenhovia banksi é uma espécie de formiga do gênero Vollenhovia, pertencente à subfamília Myrmicinae.